# Victor Iliescu
Victor Iliescu, romunski general, * 1884, † 1959.